# Orchestre de Picardie
L'Orchestre de Picardie è un'orchestra sinfonica francese.

## Storia
L'orchestra sinfonica di Amiens è stata creata nel 1933 e scomparve nel 1964. Rinacque nel 1985, dopo la riforma del conservatorio di Amiens che diventò il conservatorio nazionale della regione della Piccardia, con il nome di Sinfonietta-Orchestre régional de Picardie, poi nel 1995, come Orchestre de Picardie. Louis Langrée dal 1993 al 1998 e Edmon Colomer ne sono stati i direttori musicali emblematici. Con ordinanza del 15 del Ministro della Cultura, all'orchestra viene assegnata l'etichetta "Orchestra Nazionale della regione". La Sinfonietta, "antenata" dell'Orchestre de Picardie, era essa stessa un'evoluzione del "Pupitre 14", ensemble di solisti creato alla Maison de la Culture di Amiens negli anni '70 e diretto dal pianista Edmond Rosenfeld, senza alcun legame o affiliazione con il Conservatorio di Amiens.

## Attività
La sua missione di servizio pubblico la porta a tenere, dei suoi cento concerti annuali, più di 80 concerti in Piccardia oltre a circa 70 iniziative non concertistiche e innovative di sensibilizzazione e pianificazione territoriale come residenze in un territorio, un paese o una città della Piccardia.
Dal 1999, sotto l'impulso di Edmon Colomer, la politica discografica dell'Orchestre de Picardie si affermò:
- « 1918, l'uomo che barcollò in guerra », oratorio di Isabelle Aboulker (1999);
- Il Concerto per organo di Poulenc con André Isoir (2000);
- Un disco dedicato a Gabriel Fauré con il pianista Emmanuel Strosser (2001);
- Le Variaciones Concertantes e il Concerto per arpa di Alberto Ginastera con Marie-Pierre Langlamet (2002);
- Opere di Ricardo Nillni realizzate durante la sua residenza (2003);
- Gargantua di Mario Lavista e la Danse des Morts di Honegger (2004);
- Trouble in Tahiti, di Leonard Bernstein e Quiet City di Aaron Copland con il trombettista David Guerrier, che gli valse un Orphée d'Or (2006);
- La Serenata di Bernstein e il Concerto per violino di Weillet (2007) con Régis Pasquier;
- Concerti per pianoforte 1 e 2 di Saint-Saëns diretti da Pascal Verrot con Abdel Rahman El Bacha.

Dalla riapertura dell'Opera di Lille nel 2004, l'Orchestre de Picardie ha partecipato a numerose produzioni.

## Direzione musicale
Arie van Beek è il direttore musicale dell'Orchestre de Picardie. È nato a Rotterdam. Ha studiato strumenti a percussione e ha lavorato come percussionista in orchestre radiofoniche nei Paesi Bassi, prima di dedicarsi alla direzione d'orchestra. I suoi insegnanti di direzione sono Edo de Waart e David Porcelijn.
Direttore musicale dell'Orchestre d'Auvergne dal 1994, è direttore ospite permanente di questo gruppo dal gennaio 2011. È anche direttore permanente del "Doelenensemble" di Rotterdam, direttore musicale e artistico dell'Orchestra da camera di Ginevra e direttore, insegnante e programmatore presso Codarts a Rotterdam.
Il 15 ottobre 2020 il ministro della Cultura ha annunciato la nomina di Johanna Malangré a direttore musicale dal 2022.